# Olympisch diploma
Het olympisch diploma (Engels:Olympic Certificate) is een certificaat, dat wordt uitgereikt aan de deelnemers van de Olympische Spelen met een bepaalde klassering. Sinds 1984 krijgt iedereen die bij de beste acht is geëindigd een olympisch diploma.

## Geschiedenis
Het certificaat is ingesteld met ingang van de Olympische Spelen van 1948 in Londen en werd uitgereikt aan deelnemers die vierde, vijfde of zesde waren geworden bij een olympische wedstrijd. 
Sinds 1976 (Montreal) worden ze ook wel overwinningsdiploma's (Engels:Victory Certificates) genoemd, omdat ze ook aan de eerste, tweede en derde plek worden uitgereikt. Sinds de Olympische Spelen van 1984 (Los Angeles) krijgen ook de deelnemers die op een zevende of achtste plaats zijn geëindigd, een diploma.